# Хала
Хала је уобичајено специјализована грађевина, простор, дворана, или сала већих размера, која примарно није намењена за становање и може да се односи на самосталну грађевину под кровом са садржајима које овакву зграду оклопљавају. 
О халама у већини случајева не говоримо када се ради о црквеним просторима као што су манастири, храмови, цркве, џамије и сл. Исто тако се за хале не сматрају велики школски објекти или слушаонице.